# Loxostylis
Loxostylis  es un género de plantas con dos especies,  perteneciente a la familia de las anacardiáceas.

## Especies
| - Loxostylis alata - Loxostylis latifolia |